# Тхонгсаван Фомвіхан
Тхонгсаван Фомвіхан (Thongsavanh Phomvihane) (1964) — лаоський дипломат. Надзвичайний і Повноважний Посол Лаоської Народно-Демократичної Республіки в Україні за сумісництвом (2004—2009).

## Життєпис
У 1987 році закінчив Міжнародно-правовий факультет Московського державного інституту міжнародних відносин.
З 30 січня 2003 по 2009 рр. — Надзвичайний і Повноважний Посол Лаоської Народно-Демократичної Республіки в РФ
У 2004—2009 рр. — Надзвичайний і Повноважний Посол Лаоської Народно-Демократичної Республіки в Білорусі за сумісництвом.
У 2004—2009 рр. — Надзвичайний і Повноважний Посол Лаоської Народно-Демократичної Республіки в Україні за сумісництвом.
З 2015 — Надзвичайний і Повноважний Посол Лаоської Народно-Демократичної Республіки у В'єтнамі